# Allocosa veracruzana
Allocosa veracruzana là một loài nhện trong họ wolfspinnen (Lycosidae).
Loài này thuộc chi Allocosa. Allocosa veracruzana được Willis J. Gertsch & Michael Davis miêu tả năm 1940.